# Chimango Kayira
Chimango Kayira (ur. 28 września 1993 w Mangochi) – piłkarz malawijski grający na pozycji środkowego pomocnika. W swojej karierze rozegrał 60 meczów w reprezentacji Malawi.

## Kariera klubowa
Swoją karierę piłkarską Kayira rozpoczął w klubie ESCOM United FC, w którym w sezonie 2010/2011 zadebiutował w pierwszej lidze malawijskiej. W debiutanckim sezonie wywalczył z nim mistrzostwo kraju. Z kolei w sezonie 2011/2012 został wicemistrzem. W latach 2012-2014 występował w Bullets FC, z którym w sezonie 2012/2013 wywalczył wicemistrzostwo Malawi. W latach 2014-2016 grał w mozambickim CD Costa do Sol. W sezonie 2015 został z nim wicemistrzem Mozambiku. W 2017 roku wrócił do Big Bullets. Trzykrotnie sięgnął z nim po mistrzostwo Malawi w sezonach 2018, 2019 i 2020/2021 oraz wicemistrzostwo w sezonie 2017. W 2022 roku był graczem mozambickiego AD Vilankulo.

## Kariera reprezentacyjna
W reprezentacji Malawi Kayira zadebiutował 29 maja 2011 w zremisowanym 1:1 towarzyskim meczu z Eswatini, rozegranym w Manzini. Od 2011 do 2021 wystąpił w kadrze narodowej 60 razy.